# Câmara Municipal de Condeixa-a-Nova

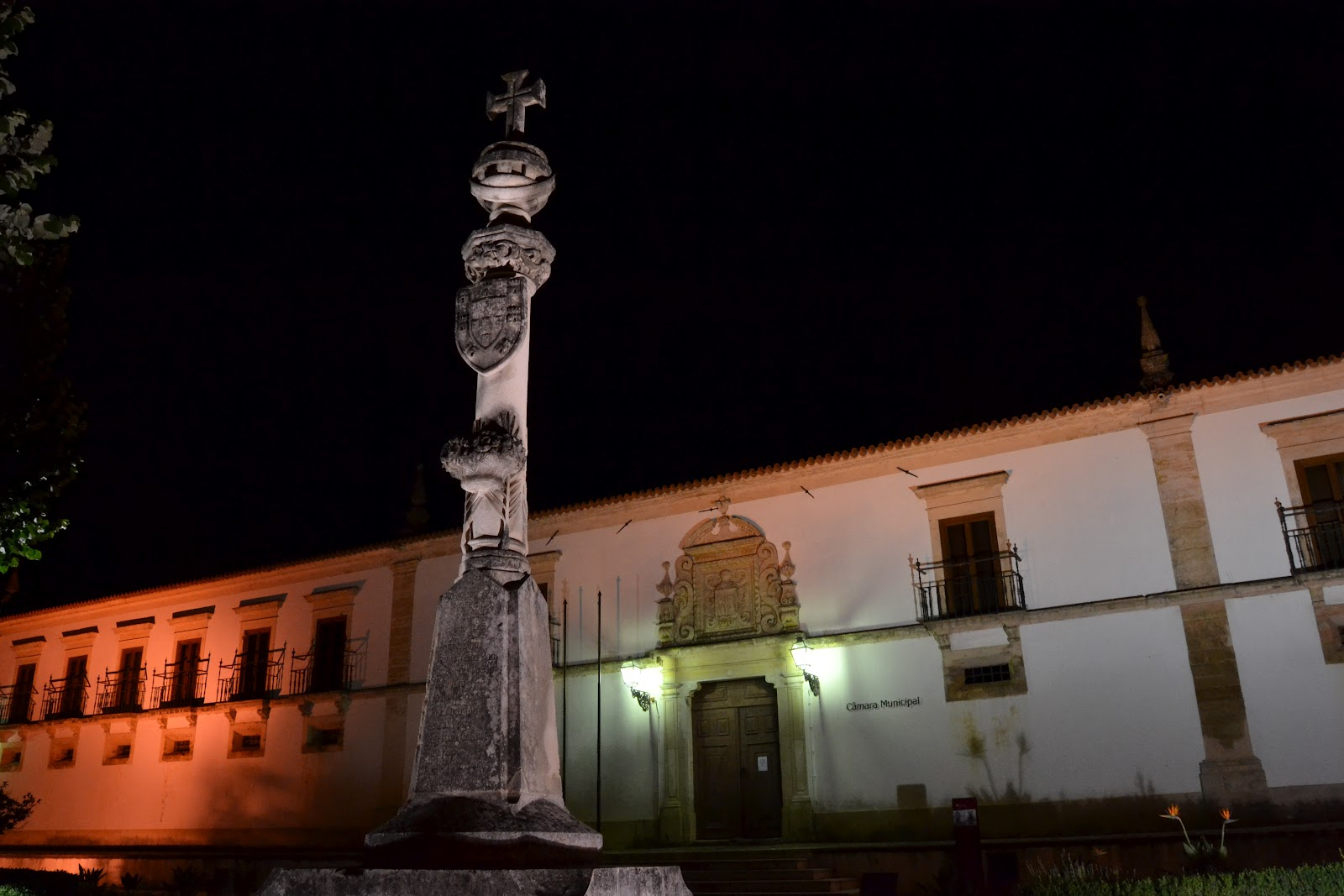
Câmara Municipal de Condeixa-a-Nova

A Câmara Municipal de Condeixa-a-Nova é o edifício sede do município de Condeixa-a-Nova e onde funciona o executivo municipal. Este edifício municipal tem a fachada principal virada para o Largo Artur Barreto, dando a sua retaguarda para a Praça do Município, em Condeixa-a-Nova.
Trata-se de um edifício com construção de meados no século XVII e que constituiu inicialmente o Paço dos Figueredos de Condeixa, também designado por Paço do Capitão-Mor.
Em 1811 este palácio foi saqueado e incendiado pelo exército francês quando ia em retirada, tendo sido reconstruido em 1857.
Na década de 1920, o palácio e o património envolvente foram doados ao Hospital da vila e à Fundação Dona Ana Laboreiro d`Eça. Desde então, e até 1986, neles funcionaram diversos serviços como o Tribunal da Comarca de Condeixa, a biblioteca pública, local de culto enquanto a igreja matriz esteve em obras, sede da Junta de Freguesia de Condeixa-a-Nova e outros serviços.
Em 1986, aquela Fundação doou a sua parte do edifício ao Hospital da vila, que passou assim para a posse do Município, tendo sido depois iniciada a sua recuperação e transformação para utilização como Paços do Concelho de Condeixa-a-Nova.
Em 30 de junho de 1990 o então Presidente da República Mário Soares procedeu à inauguração da adaptação do edifício às suas novas funções.
O edifício encontra-se oficialmente classificado, desde 1974, como de interesse público.